# Larissa Sergejewna Matwejenko
Larissa Sergejewna Matwejenko (russisch Лариса Сергеевна Матвеенко; * 20. April 1926 in Nowosibirsk; † 2. Januar 2004) war eine sowjetische Schauspielerin und Synchronsprecherin.

## Biografie
Matwejenko stammte aus einer bürgerlichen Familie. Sie interessierte sich schon als Kind für Kunst und nahm während des Besuchs der 10. Sekundarschule in ihrer Geburtsstadt an Bühnenaufführungen teil.
Nachdem aufgrund des Deutsch-Sowjetischen Krieges viele Kultureinrichtungen nach Nowosibirsk verlegt worden waren, konnte sie in das Leningrader Theaterinstitut eintreten, das sich damals dort befand. Infolge der Rückverlegung ging sie 1944 nach Leningrad. Während Matwejenkos Studium in der westsowjetischen Metropole starb ihre Mutter, außerdem wurde der Bruder der angehenden Darstellerin an der Front vermisst.
1945 siedelte die junge Frau nach Moskau über und wurde am Staatlichen All-Unions-Institut für Kinematographie angenommen, wo sie unter Boris Wladimirowitsch Bibikow und dessen Ehefrau Olga Iwanowna Pyschowa studierte. Zu ihren Kommilitoninnen gehörten Nonna Mordjukowa, Wjatscheslaw Tichonow und Sergei Gurso. Nachdem Matwejenko bereits während ihrer Ausbildung Bühnenerfahrungen gesammelt hatte, war sie nach ihrem Abschluss 1950 für neun Jahre beim Moskauer Theaterstudio der Kinodarsteller beschäftigt.
Vor der Kamera debütierte die dunkelhaarige Mimin im 1951 erschienenen Kriegsdrama In friedlichen Tagen. Bis 1982 spielte Matwejenko in Kino- und Fernsehproduktionen verschiedener Studios, kam aber nie über den Status einer Nebendarstellerin und Komparsin hinaus. Als ihr wichtigster Auftritt gilt der in Leningrader Sinfonie (1957). Sie war darüber hinaus in den russischsprachigen Fassungen diverser Filme als Synchronsprecherin zu hören. Darunter waren neben Produktionen aus den Unionsrepubliken und verschiedenen europäischen Staaten auch Werke aus China, der Mongolei, Nordkorea, Japan und Syrien.
Matwejenko war zeitweise mit dem Regisseur Boris Bunejew verheiratet und hatte mit ihm einen Sohn namens Sergei. Dieser war als Komparse in Leningrader Sinfonie zu sehen und wurde später ein international tätiger Journalist.
Die ehemalige Darstellerin starb 77-jährig, ihr Grab befindet sich in Chimki.

## Theaterarbeit (Auswahl)

### Studienbegleitend
- Mädchen ohne Mitgift (Bespridanniza) – von Alexander Ostrowski
- Барышня-крестьянка (Baryschnja-krestjanka) – nach Alexander Puschkins Fräulein Bäuerin
- Die Heirat (Schenitba) – von Nikolai Gogol
- Машенька (Maschenka) – nach Vladimir Nabokovs Roman

### Moskauer Theaterstudio der Kinodarsteller
- Wanjuschins Kinder (Deti Wanjuschina) – von Sergei Alexandrowitsch Naidjonow
- Нахлебник (Nachlebnik) – von Iwan Turgenew
- Там, где не было затмения (Tam, gde ne bylo satmenija) – von Wiktor Fjodorowitsch Semjonow
- Die Letzten (Poslednije) – von Maxim Gorki
- Ax cepдце!.. (Ach, serdze!..) – von Wladimir Solomonowitsch Poljakow
- Cверстники (Swerstniki) – von Alexei Wladimirowitsch Speschnew

## Filmografie (Auswahl)

### Darstellerin
- 1951: In friedlichen Tagen (W mirnyje dni)
- 1954: Reise mit Hindernissen (Wernye drusja)
- 1955: Freie Fahrt für Katja (Dobroje utro)
- 1957: Leningrader Sinfonie (Leningradskaja simfonija)
- 1958: Das Mädchen mit der Gitarre (Dewuschka s gitaroi)
- 1959: Annuschka
- 1966: Reise mit Gepäck (Puteschestwennik s bagaschom)
- 1967: So ein großer Junge (Takoi bolschoi maltschik)
- 1969: Kleiner Kranich (Schubaruschka)
- 1973: Den Menschen lieben (Ljubit tscheloweka)
- 1977: Der diebische König (Poka bjut tschasy)

### Synchronsprecherin
- 1954: La Strada – Das Lied der Straße (La Strada) – für Livia Venturini
- 1954: Eine Braut für sieben Brüder (Seven Brides for Seven Brothers) – für Ruta Lee
- 1954: Ich und mein Großvater (Én és a nagyapám) – für Éva Ruttkai
- 1955: Liliomfi – für Éva Ruttkai
- 1956: Unser grünes Land (Arduna el khadra)
- 1958: Montparnasse 19 – für Lea Padovani
- 1958: 41 Grad Liebe (Carry On Nurse) – für Susan Beaumont
- 1960: Als der Tag begann (Rok pierwszy)
- 1960: Dynamit und krumme Touren (There Was a Crooked Man) – für Susannah York
- 1960: Die heute über 40 sind – für Monika Bergen
- 1960: Tie dao wei shi – für Xuejuan Song
- 1960: Hangjaeng-ui seogog – für Bok-soo Kim
- 1962: Der Überfall (De overval) – für Yoka Berretty
- 1962: Das Ufer des Lebens (Drugi brzeg) – für Alicja Pawlicka
- 1963: Foto Haber (Fotó Háber)
- 1964: Liebe einer Nacht (O Dragoste lungă de-o seară) – für Silvia Popovici
- 1964: Kdyby tisíc klarinetů – für Hana Hegerová
- 1964: Незавършени игри (Nesawarscheni igri) – für Dolja Popowa
- 1965: Dem Ruf des Herzens folgend (Setgeliin duudlagaar) – für G. Urtnassan
- 1966: Unruhe in St. Janos (Szentjános fejevétele) – für Ilona Béres
- 1967: Das Tal der sieben Monde – für Marianne Christina Schilling
- 1968: Ein großes, grünes Tal (Didi mtswane weli) – für Msija Maglakelidse
- 1969: Richtung Berlin (Kierunek Berlin)
- 1977: Die Spitzenklöpplerin (La dentellière) – für Monique Chaumette